# Peugeot iOn
La Peugeot iOn è una piccola vettura elettrica della casa automobilistica francese Peugeot prodotta dal 2010 al 2019. Il veicolo è stato sviluppato in collaborazione con la Mitsubishi Motors Corporation e condivide l'impostazione anche con il modello Citroën C-Zero.

## Descrizione
Con la iOn e la gemella C-Zero, il Gruppo PSA rafforza ulteriormente la sua partnership con Mitsubishi, cominciata già qualche anno prima con la progettazione in comune del trittico di SUV Outlander-C-Crosser-4007. La presentazione della piccola Peugeot elettrica si ha al Salone dell'automobile di Parigi nell'autunno del 2010: inizialmente la Peugeot iOn è stata prevista unicamente a noleggio: non si poteva quindi acquistare, ma avere per quattro anni a circa 500 Euro al mese. Ma all'inizio del 2011, la iOn ha cominciato ad apparire anche nei listini delle riviste specializzate e nella gamma Peugeot, fatto che ne ha sancito l'avvio di una regolare produzione, al prezzo non proprio popolare di 35.960 Euro.

### Caratteristiche e dotazioni
La vettura presenta, come le sue due sorelle, una linea monovolume ad uovo, simile a quella della più piccola Smart, che però è una citycar mossa da un tradizionale motore endotermico, e che per di più è a sole 3 porte, mentre la iOn, come le altre due vetture strettamente imparentate, propone una più pratica configurazione a 5 porte. I fari anteriori sono a goccia e quelli posteriori sviluppati in altezza ed il parabrezza è assai ampio, in modo da permettere un ampio raggio di visibilità. Il frontale introduce anche il nuovo logo madreperlato, che la Casa francese ha deciso di riservare ai suoi modelli ad emissioni zero.

Internamente, la iOn è omologata per quattro posti ed è piuttosto abitabile, anche se il bagagliaio non è certo il suo punto forte, a causa anche dell'ingombro del vano motore. In compenso, la vettura vanta una dotazione di serie assai ricca, e comprendente: ABS, ESP, controllo di trazione, 6 airbag, vetri elettrici, climatizzatore, cerchi in lega, fendinebbia, impianto stereo con lettore CD e presa USB, kit vivavoce Bluetooth, divano frazionabile e servosterzo ad incidenza variabile in funzione della velocità.

La iOn è disponibile in due allestimenti, uno più sobrio e l'altro che comprende anche il volante in pelle. L'unica altra opzione è rappresentata dal colore della carrozzeria, a scelta del cliente fra sette tonalità.

### Motore
La iOn è un veicolo totalmente alimentato ad elettricità e possiede un motore a magnete permanente che produce 47 kW o 64 CV da 3000 a 6000 giri/min. Tale motore, come già anticipato, è sistemato posteriormente, e va ad agire sulle ruote posteriori. Tale aspetto fa della iOn la prima Peugeot a trazione posteriore del nuovo millennio, nonché la prima autovettura della Casa francese a montare la trazione posteriore dopo quasi un ventennio (l'ultima è stata la 505, uscita di produzione nel 1992).

Il motore è alimentato da batterie di ultima generazione, agli ioni di litio, poste al centro del veicolo composte da 88 celle da 50 Ah.
Per ricaricare le batterie occorre collegare un apposito cavo a una presa di 220 V. Una ricarica al 100% richiede 6 ore, ma si può raggiungere il 30% della ricarica in mezzora.
L'auto è anche molto semplice da utilizzare, poiché si guida come una normale city car, al posto dell'indicatore del carburante si troverà un indicatore della carica. Inoltre, le caratteristiche del motore elettrico, che rende disponibile la coppia massima già al minimo, rende superflua la presenza di un cambio di velocità. È tuttavia presente un selettore di modalità di marcia, simile ad una leva del cambio. Tra le altre "chicche" tecnologiche presenti sulla iOn, va ricordato il sistema di recupero dell'energia in frenata.

### Prestazioni
Per quanto riguarda la velocità massima, la Casa dichiara una punta di 130 km/h, con un'accelerazione da 0 a 100 km/h coperta in 15.9 s, e con un'autonomia massima di 150 km, ottenibile con un'andatura di tipo economico, vale a dire con il pedale dell'acceleratore sempre a metà corsa. In caso di andatura più spinta, ovviamente, l'autonomia diminuisce sensibilmente.

## Motorizzazioni
| Modello       | Disponibilità | Motore    | Potenza       | Coppia Massima (Nm) | 0–100 km/h (secondi) | Velocità max (Km/h) |
| iOn elettrica | dal debutto   | Elettrico | 49 Kw (67 Cv) | 180                 | 15.9                 | 137                 |

## Produzione
A causa dell'elevato prezzo a fronte di prestazioni tutto sommato modeste (soprattutto per quanto riguarda l'autonomia) e del tipo di vettura, i dati di vendite si sono rivelati assai deludenti (solo 852 esemplari in due anni). Pertanto, nell'agosto del 2012, la casa francese ha interrotto la commercializzazione della vettura, visto anche lo stop alle esportazioni dal Giappone deciso dalla Mitsubishi. Poco dopo, però, la commercializzazione riprende, con prezzi ribassati e allestimento unico (Active), allo scopo di smaltire le scorte di esemplari giacenti nei magazzini europei. La commercializzazione proseguì quindi a ritmi sempre più lenti, a tal punto che le ultime iOn sono state consegnate addirittura diversi anni dopo. A titolo di esempio, la iOn è scomparsa dal listino italiano solo nell'ottobre del 2019.